# Menhir de la Tiemblais
Le menhir de la Tiemblais est situé à Saint-Samson-sur-Rance, dans le département français des Côtes-d'Armor, en France.

## Historique
Le menhir est mentionné dès 1636 par Dubuisson-Aubenay sous le nom de Pierre Longue.  Il est explicitement représenté sur les armoiries de la commune. Le monument est classé au titre des monuments historiques le 2 mars 1977.

## Description
Il est constitué d'un monolithe, en granite local comportant un petit filon de quartz blanc, en forme de pyramide tronquée incliné vers l'est (45°). Son inclinaison résulterait de fouilles clandestines. Il mesure 8,50 m de hauteur, pour 2,10 m de largeur et 1,60 m d'épaisseur. Son poids est estimé entre 50 t et 60 t. La pierre a été bouchardée, lui donnant un aspect régulier, ses faces étant relativement plates.
Il comporte un décor très dense de douze cartouches, encadrant des gravures interprétées comme des crosses et des haches emmanchées précédées de petites silhouettes animales, sur trois faces : deux quadrupèdes sur la face nord, une douzaine de bandes horizontales marquées d'une demi-douzaine de cupules  et trois crosses simples sur la face ouest, huit lignes horizontales sur la face sud. Ces gravures n'ont été découvertes qu'en 1972 par Pierre-Roland Giot et ne sont désormais visibles qu'en lumière rasante artificielle, ce qui laisse supposer que les dessins, à l'origine, devaient être soulignés par des pigments colorés pour être visibles.

## Folklore
Plusieurs légendes entourent le menhir. Selon l'une d'elles, il s'agirait d'une des trois pierres fermant l'entrée de l'enfer (d'où son nom de « Bonde de l'Enfer »). Une variante le mentionne comme une clef de la mer : si on la tournait un déluge inonderait la Terre. Selon une autre tradition, saint Samson aurait affronté les tentations du Diable à proximité mais constatant son échec, le Diable aurait, de dépit, griffé la pierre, la marquant ainsi des filaments de quartz qu'elle comporte.
Une autre légende en fait une pierre à glissade : une femme souhaitant se marier prochainement devait réussir à glisser tout du long, en culotte de baptême, sans s'écorcher.